# Nanothinophilus hoplites
Nanothinophilus hoplites är en tvåvingeart som beskrevs av Patrick Grootaert och Henk J.G. Meuffels 2001. Nanothinophilus hoplites ingår i släktet Nanothinophilus och familjen styltflugor. Inga underarter finns listade i Catalogue of Life.